# 두촌면
두촌면(斗村面)은 강원특별자치도 홍천군 북부에 위치한 면이다.

## 개요

두촌면사무소

서울~속초를 잇는 국도 제44호선의 중간 기착지이며, 홍천 강(江)의 발원지로서 푸르고 맑고 깨끗한 가리산 해발(1,051m)의 등산로와 자연 휴양림, 용소계곡 등은 천혜의 관광자원으로서 각광을 받고 있다. 또한, 1억만톤 이상이 매장된 철광석의 부존자원과 고랭지의 채소,버섯등 특용작물과 널리 알려진 홍천 찰옥수수(미백찰,흑점찰)는 두촌면의 자랑이다.

## 연혁
- 1018년 (고려 현종9년) : 홍천현 편입
- 1413년 (태종 13년) : 홍천현을 9개 면으로 하고 두촌면이라 칭함
- 1895년 (고종 32년) : 홍천현을 홍천군으로 개칭하고 두촌면에 7개리를 둠
- 1911년 4월 : 면사무소를 자은3리 내후동에 설치
- 1915년 8월 : 자은1리 870-1번지로 면사무소 이전
- 1971년 1월 1일 : 법정7개리와 행정 15개리로 조정
- 1983년 10월 1일 : 천치리를 천현리로 변경
- 1993년 2월 1일 : 청사 신축

## 행정 구역
| 법정리 | 한자명 | 행정리                    | 비고                   |
| ------ | ------ | ------------------------- | ---------------------- |
| 괘석리 | 掛石里 | 괘석1리, 괘석2리          |                        |
| 역내리 | 驛內里 | 역내리                    |                        |
| 원동리 | 遠洞里 | 원동1리, 원동2리          |                        |
| 자은리 | 自隱里 | 자은1리, 자은2리, 자은3리 | 면 행정복지센터 소재지 |
| 장남리 | 長南里 | 장남1리, 장남2리          |                        |
| 천현리 | 泉峴里 | 천현1리, 천현2리          |                        |
| 철정리 | 哲亭里 | 철정1리, 철정2리, 철정3리 |                        |